# Ümit Can Güreş
Ümit Can Güreş, noto anche come Umitcan Gures (24 giugno 1999), è un nuotatore turco.

## Biografia
Ha rappresentato la Turchia ai Giochi del Mediterraneo di Tarragona 2018, dove ha raccolto due medaglie di bronzo: nei 100 metri farfalla e nella staffetta 4x100 metri misti, gareggiando con i connazionali Ege Başer, Hüseyin Emre Sakçı e Kemal Arda Gürdal.
Agli europei in vasca corta di Glasgow 2019 ha vinto la medaglia di bronzo nei 50 metri farfalla, concludendo la gara alle spalle del russo Oleg Kostin e dell'ungherese Szebasztián Szabó. Nell'occasione ha stabilito il nuovo record nazionale della disciplina in 22"38.

## Palmarès
- Europei in vasca corta:

Glasgow 2019: bronzo nei 50m farfalla.
- Giochi del Mediterraneo

Tarragona 2018: bronzo nei 100m farfalla e nella 4x100m misti.
Orano 2022: bronzo nella 4x100m misti.
- Europei giovanili

Netanya 2017: oro nei 50m farfalla.